# Андора на Зимским олимпијским играма 2010.
Андори је ово било десето учешће на Зимским олимпијским играма. Делегацију Андоре, на Зимским олимпијским играма 2010. у Ванкуверу представљао је 6 такмичара који су учествовали у три спорта.
Заставу Андоре на свечаном отварању Олимпијских игара 2010. носио је такмичар у сноубордингу Љуис Марин Тарок.

## Учесници по спортовима
| Спорт           | Мушкарци | Жене | Укупно |
| --------------- | -------- | ---- | ------ |
| Алпско скијање  | 2        | 2    | 4      |
| Скијашко трчање | 1        | 0    | 1      |
| Сноубординг     | 1        | 0    | 1      |
| Укупно(3)       | 4        | 2    | 6      |

## Алпско скијање

### Мушкарци
| Такмичар            | Дисциплина       | Резултати    | Резултати    | Резултати    | Резултати    | Пласман/учес. (укуп.) |
| Такмичар            | Дисциплина       | 1. трка      | 2. трка      | Укупно       | Заостатак    | Пласман/учес. (укуп.) |
| ------------------- | ---------------- | ------------ | ------------ | ------------ | ------------ | --------------------- |
| Руђер Видоса        | Спуст            |              |              | 1:59,65      | 5,34         | 48 / 59 (64)          |
| Руђер Видоса        | Суперкомбинација | 1:57,48 (38) | 52,85 (23)   | 2:50,33      | 5,41         | 25 / 34 (52)          |
| Руђер Видоса        | Супервелеслалом  |              |              | 1:33,65      | 3,31         | 33 / 45 (64)          |
| Руђер Видоса        | Велеслалом       | 1:21,91 (48) | Није завршио | Није завршио | Није завршио | Није завршио          |
| Руђер Видоса        | Слалом           | Није завршио | Није завршио | Није завршио | Није завршио | Није завршио          |
| Кевин Естеве Ригаил | Спуст            |              |              | 1:59,61      | 5:30         | 47 / 59 (64)          |
| Кевин Естеве Ригаил | Суперкомбинација | Није завршио | Није завршио | Није завршио | Није завршио | Није завршио          |
| Кевин Естеве Ригаил | Супервелеслалом  |              |              | 1:35,67      | 5,33         | 39 / 59 (64)          |

### Жене
| Такмичар         | Дисциплина       | Резултати     | Резултати     | Резултати     | Резултати     | Пласман/учес. (укуп.) |
| Такмичар         | Дисциплина       | 1. трка       | 2. трка       | Укупно        | Заостатак     | Пласман/учес. (укуп.) |
| ---------------- | ---------------- | ------------- | ------------- | ------------- | ------------- | --------------------- |
| Миреја Гутијерез | Спуст            |               |               | 1:52,67       | 8,68          | 28 / 37 (45)          |
| Миреја Гутијерез | Суперкомбинација | 1:29,16 (25)  | 46,51 (19)    | 2:15,67       | 6,53          | 24 / 28 (35)          |
| Миреја Гутијерез | Супервелеслалом  |               |               | Није завршила | Није завршила |                       |
| Миреја Гутијерез | Велеслалом       | 1:20,61 (43)  | Није завршила | Није завршила | Није завршила | Није завршила         |
| Миреја Гутијерез | Слалом           | 54,81 (38)    | Није завршила | Није завршила | Није завршила | Није завршила         |
| Софи Хуарез      | Велеслалом       | Није завршила | Није завршила | Није завршила | Није завршила | Није завршила         |
| Софи Хуарез      | Слалом           | Није завршила | Није завршила | Није завршила | Није завршила | Није завршила         |

## Скијашко трчање
Мушкарци
| Такмичар       | Дисциплина     | Финале       | Финале       | Финале       |
| Такмичар       | Дисциплина     | Време        | Заостатак    | Место/учес.  |
| -------------- | -------------- | ------------ | ------------ | ------------ |
| Франсеск Сулие | 15 км слободно | 38:36,0      | 4:59,7       | 73 / 95 (96) |
| Франсеск Сулие | 30 км потера   | Није завршио | Није завршио | Није завршио |
| Франсеск Сулие | 50 км класично | 2:25:00,8    | 19:25,3      | 47 / 48 (55) |

Спринт
| Такимчар       | Дисциплина | Квалификације | Квалификације | Четвртфинале         | Четвртфинале         | Полуфинале           | Полуфинале           | Финале               | Финале               |                      |
| Такимчар       | Дисциплина | Резултат      | Пласман/учес. | Резултат             | Пласман/учес.        | Резултат             | Пласман/учес.        | Резултат             | Пласман/учес.        |                      |
| -------------- | ---------- | ------------- | ------------- | -------------------- | -------------------- | -------------------- | -------------------- | -------------------- | -------------------- | -------------------- |
| Франсеск Сулие | спринт     | 3:55,22 (56)  | 56 / 62 (62)  | Није се квалификовао | Није се квалификовао | Није се квалификовао | Није се квалификовао | Није се квалификовао | Није се квалификовао | Није се квалификовао |

## Сноубординг

### Мушкарци
| Такмичар         | Дисциплина    | Квалификације | Квалификације | Квалификације | Осмина финала        | Четвртфинале         | Полуфинале           | Мало финале          | Финале               | Пласман/ учес |
| Такмичар         | Дисциплина    | 1. вожња      | 2. вожња      | Пласман/ учес | Осмина финала        | Четвртфинале         | Полуфинале           | Мало финале          | Финале               | Пласман/ учес |
| ---------------- | ------------- | ------------- | ------------- | ------------- | -------------------- | -------------------- | -------------------- | -------------------- | -------------------- | ------------- |
| Љуис Марин Тарок | Сноуборд крос | Није завршио  | 1:47,36 (32)  | 34 / 34 (35)  | Није се квалификовао | Није се квалификовао | Није се квалификовао | Није се квалификовао | Није се квалификовао | 34 / 34 (35)  |